# Чемпионат Узбекистана по хоккею с шайбой 2013
Узбе́кская хокке́йная ли́га 2013 (УХЛ 2013) — первый в истории розыгрыш чемпионата Узбекистана по хоккею (Узбекской хоккейной лиги), который не был завершён по ряду причин. Следующий розыгрыш чемпионата Узбекистана по хоккею состоялся только в 2019 году.
Фактически проходил с 25 января по 31 января 2013 года, до первого круга. Второй круг не был проведён и чемпионат остался незавершённым. Проходил под эгидой Министерства по делам культуры и спорта Республики Узбекистан, а также Федерации хоккея Узбекистана, которая была создана в декабре 2013 года и упразднена по неизвестным причинам через некоторое время после «завершения» сезона 2013 Узбекской хоккейной лиги.
За клубы играли как молодые и юные хоккеисты, так и ветераны-хоккеисты, некоторые из которых совмещали тренерскую деятельность. Таким образом, чемпионат можно было считать любительским или полупрофессиональным.
Все матчи проходили на ледовой арене ледового дворца культуры и спорта имени Фурката в Ташкенте.

## Участники
В сезоне 2013 года в Узбекской хоккейной лиге участвовали четыре хоккейных клуба, все четыре команды представляли Ташкент — столицу Узбекистана.
- Аку́лы
- Барс
- Бе́лые медве́ди
- Биноко́р

## Формат
Чемпионат планировалось провести в два круга. Всего планировалось сыграть 12 игр. Чемпионат фактически был завершен после первого круга, то есть после проведения шести игр.

## Турнирная таблица
Турнирная таблица после первого круга. Второй круг не был проведён.
| М | Клуб          | О |
| - | ------------- | - |
| 1 | Барс          | 5 |
| 2 | Бинокор       | 3 |
| 3 | Белые медведи | 3 |
| 4 | Акулы         | 1 |